# Put It in a Love Song
"Put It in a Love Song" é uma canção da cantora americana Alicia Keys, do seu álbum The Element of Freedom de 2009, lançado como single em parceria com Beyoncé no dia 19 de Janeiro de 2010. A música encontra-se na Trilha Internacional de Ti Ti Ti.

## Recepção da crítica
A revista Entertainment Weekly, deu à música uma revisão mista, afirmando que a música é "divertida, embora não esteja totalmente em sincronia com as músicas do álbum".

## Videoclipe
O videoclipe foi dirigido por Melina Matsoukas e filmado no Rio de Janeiro no dia 9 de Fevereiro de 2010 na Favela Santa Marta, no Morro da Conceição e em um Sambódromo. As roupas do videoclipe são inspiradas no carnaval, utilizando-se de cristais Swarovski e foram confeccionadas pelo estilista Carlinhos Barzellai e Belisário Cunha.

Em uma entrevista antes das gravações do videoclipe começar, Alicia Keys disse: 
| “ | Nós já conversamos sobre onde queremos que o vídeo seja, já pensamos em alguns locais. Ela é uma mulher incrível, e eu absolutamente a considero uma amiga. | ” |

Em outubro de 2010 a SME (Sony Music Entertainment) informou que o vídeo foi cancelado.
| “ | A música já está passada, não conseguiria competir com as canções que tocam na rádio agora. Não conseguiria o que merece no mercado atual. | ” |